# Ancistrodes genuflexa
Ancistrodes genuflexa là một loài Rêu trong họ Meteoriaceae. Loài này được (Müll. Hal.) Crosby miêu tả khoa học đầu tiên năm 1976.